# Charles B. Schmitt
Charles Bernard Schmitt (* 4. April 1933 in Louisville; † 15. April 1986 in Padua) war ein US-amerikanischer und britischer Wissenschafts- und Philosophiehistoriker und Spezialist für die Renaissance.
Schmitt studierte zunächst Chemie, bevor er zur Geschichte der Philosophie bei Paul Oskar Kristeller, einem Spezialisten für die Renaissance an der Columbia University, New York wechselte. Bei ihm verfasste er seine Dissertation über Gianfrancesco Pico della Mirandola, mit der er 1963 promoviert wurde. Nach einigen Jahren als Associate Professor an der Fordham University ging er 1967 nach Europa, zunächst als Professor in Leeds, bald darauf als Lecturer in the History of Philosophy and the History of Science am Warburg Institute in London. Er reiste oft nach Italien und zu Bibliotheken in Frankreich und Deutschland.
Sein Forschungsschwerpunkt war der Aristotelismus im 16. Jahrhundert. Darüber hinaus widmete er dem Skeptizismus in der Frühen Neuzeit Studien.

## Veröffentlichungen (Auswahl)
- Gianfrancesco Pico della Mirandola (1469–1533) and his critique of Aristotle (= Archives Internationales d’Histoire des Idées. 23, ZDB-ID 186265-0). M. Nijhoff, Den Haag 1967.
- Prisca theologia e philosophia perennis: due temi del rinascimento italiano e la loro fortuna. In: Giovannangiola Tarugi (Hrsg.): Il Pensiero italiano del Rinascimento e il Tempo nostro. Atti del V Convegno Internationale del Centro di Studi Umanistici Montepulciano, Palazzo Tarugi, 8–13 Agosto 1968. Olschki, Florenz 1970, S. 211–236.
- mit Charles Webster: Harvey and M. A. Severino. A Neglected Medical Relationship. In: Bulletin of the History of Medicine. Band 45, Nr. 1, 1971, S. 49–75, JSTOR:44447445.
- A Critical Survey and Bibliography of Studies on Renaissance Aristotelianism 1958–1969 (= Università di Padova. Centro per la Storia della Tradizione Aristotelica nel Veneto. Saggi e testi. 11, ZDB-ID 1101708-9). Antenore, Padua 1971.
- Cicero scepticus. A study of the influence of the Academica in the Renaissance (= Archives Internationales d’Histoire des Idées. 52). M. Nijhoff, Den Haag 1972, ISBN 90-247-1299-8.
- Studies in Renaissance philosophy and science (= Variorum Collected Studies Series. 146). Variorum Reprints, London 1981, ISBN 0-86078-093-7 (Aufsatzsammlung).
- Philosophy and Science in Sixteenth-Century Italian Universities. In: André Chastel u. a.: The Renaissance. Essays in interpretation. Methuen, London u. a. 1982, ISBN 0-416-31130-X, S. 297–336.
- als Herausgeber mit William F. Ryan: Pseudo-Aristotle. The Secret of secrets. Sources and influences (= Warburg Institute Surveys and Texts. 9). Warburg Institute, London 1982, ISBN 0-85481-062-5.
- Aristotle and the Renaissance (= Martin Classical Lectures. 27). Harvard University Press, Cambridge MA u. a. 1983, ISBN 0-674-04525-4 (italienische Übersetzung: Bibliopolis, 1985; Französische Übersetzung: Presses Universitaires de France, 1992; spanische Übersetzung: Universidad Leon, 2004).
- John Case and Aristotelianism in Renaissance England (= McGill-Queen’s Studies in the History of Ideas. 5). McGill-Queen’s University Press, Kingston u. a. 1983, ISBN 0-7735-1005-2.
- The Aristotelian tradition and Renaissance universities (= Variorum Collected Studies Series. 203). Variorum Reprints, London 1984, ISBN 0-86078-151-8.
- William Harvey and Renaissance Aristotelianism. A Consideration of the Praefatio to „De generatione animalium“ (1651). In: Rudolf Schmitz, Gundolf Keil (Hrsg.): Humanismus und Medizin. Acta humaniora, Weinheim 1984 (= Deutsche Forschungsgemeinschaft. Mitteilung der Kommission für Humanismusforschung. 11). ISBN 3-527-17011-1, S. 117–138.
- Aristotle among the physicians. In: Andrew Wear, Roger K. French, Iain M. Lonie (Hrsg.): The medical renaissance of the sixteenth century. Cambridge University Press, Cambridge u. a. 1985, ISBN 0-521-30112-2, S. 1–15 und 271–279.
- mit Dilwyn Knox: Pseudo-Aristoteles Latinus. A guide to Latin works falsely attributed to Aristotle before 1500 (= Warburg Institute Surveys and Texts. 12). University of London – Warburg Institute, London 1985, ISBN 0-85481-066-8.
- als Herausgeber mit Jill Kraye, William F. Ryan: Pseudo-Aristotle in the Middle Ages. The theology and other texts (= Warburg Institute Surveys and Texts. 11). University of London – Warburg Institute, London 1986, ISBN 0-85481-065-X.
- Aristoteles bei den Ärzten. In: Gundolf Keil, Bernd Moeller, Winfried Trusen (Hrsg.): Der Humanismus und die oberen Fakultäten (= Deutsche Forchungsgemeinschaft. Mitteilungen der Kommission für Humanismusforschung. Band 14). Acta Humaniora – VCH, Weinheim 1987, ISBN 3-527-17016-2, S. 239–266.
- als Herausgeber mit Richard H. Popkin: Scepticism from the Renaissance to the Enlightenment (= Wolfenbütteler Forschungen. 35). O. Harrassowitz, Wiesbaden 1987, ISBN 3-447-02745-2.
- als Herausgeber mit Quentin Skinner, Eckhard Kessler: The Cambridge history of Renaissance philosophy. Cambridge University Press, Cambridge u. a. 1988, ISBN 0-521-25104-4.
- Reappraisals in Renaissance thought (= Variorum Collected Studies Series. 297). Edited by Charles Webster. Variorum Reprints, London 1989, ISBN 0-86078-245-X (Aufsatzsammlung).
- mit Brian P. Copenhaver: Renaissance philosophy (= A History of Western Philosophy. 3). Oxford University Press, Oxford u. a. 1992, ISBN 0-19-219203-5.